# Ralf Mielke
Ralf Mielke (* 23. April 1963 in Lübbenau/Spreewald) ist ein deutscher Flötist.

## Leben
Mielke besuchte von 1975 bis 1980 die Spezialschule für Musik Halle. Danach studierte er Flöte bei Erich List, Claus Schönert und Heinz Horzsch an der Hochschule für Musik „Felix Mendelssohn Bartholdy“ Leipzig. Nebenher spielte er im Landestheater Altenburg.
Von 1985 bis 1989 wirkte er als Solo-Flötist am Landestheater Dessau und später am Rundfunk-Sinfonieorchester Leipzig unter Max Pommer. 1990 wurde er als Solo-Flötist an der Halleschen Philharmonie (ab 1991 Philharmonisches Staatsorchester Halle) engagiert. Seit der Orchesterfusion 2006 spielt er in der Staatskapelle Halle.
Er war Mitglied des Ensembles Konfrontation und Gründungsmitglied des Ensembles Avantgarde um Steffen Schleiermacher, mit dem er mehrfach ausgezeichnet wurde. Er bereiste Europa, Asien und Südamerika und veröffentlichte verschiedene Titel.

## Preise
- Förderpreis der Ernst von Siemens Musikstiftung
- Schneider-Schott-Musikpreis Mainz

## Diskographie (Auswahl)
- Thomas Buchholz: Kammersinfonien VI-IX (Thorofon, 1996)
- Luciano Berio: Chamber Music (MDG, 1998)
- Thomas Buchholz: UNDEUTschLICHt – zyklen für ensembles (Kreuzberg Records, 2010)